# William Joyce
William Joyce (24. april 1906 – 3. januar 1946) var kendt som Lord Haw-Haw, amerikansk fascist, antisemit og speaker i Tyskland under 2. verdenskrig. Joyce havde britisk pas, men var ikke britisk statsborger. Han boede i Storbritannien fra 1922 til 1940.
I august 1939 lige før 2. verdenskrig fik Joyce at vide, at de engelske myndigheder ville tilbageholde ham for landsskadelig virksomhed, og han flygtede til Tyskland med sin kone Magaret 
Joyce blev tysk statsborger den 26. september 1940 og virkede under hele krigen som tysk propagandaradiospeaker med udsendelser rettet mod de allierede. Hans sidste udsendelse var den 30. april 1945.
Joyce blev fanget af britiske styrker i Flensborg, sendt til England og stillet for retten for højforræderi. Anklagen omfattende tre punkter.
Han forrådte et land, som ikke var hans eget, men blev dømt til døden ved engelsk ret, fordi han havde engelsk pas i begyndelsen af forræderiperioden. Dødsdommen blev eksekveret ved hængning af bødlen Albert Pierrepoint i fængslet i Wandsworth den 3. januar 1946.